# Refuge faunique national de Bond Swamp

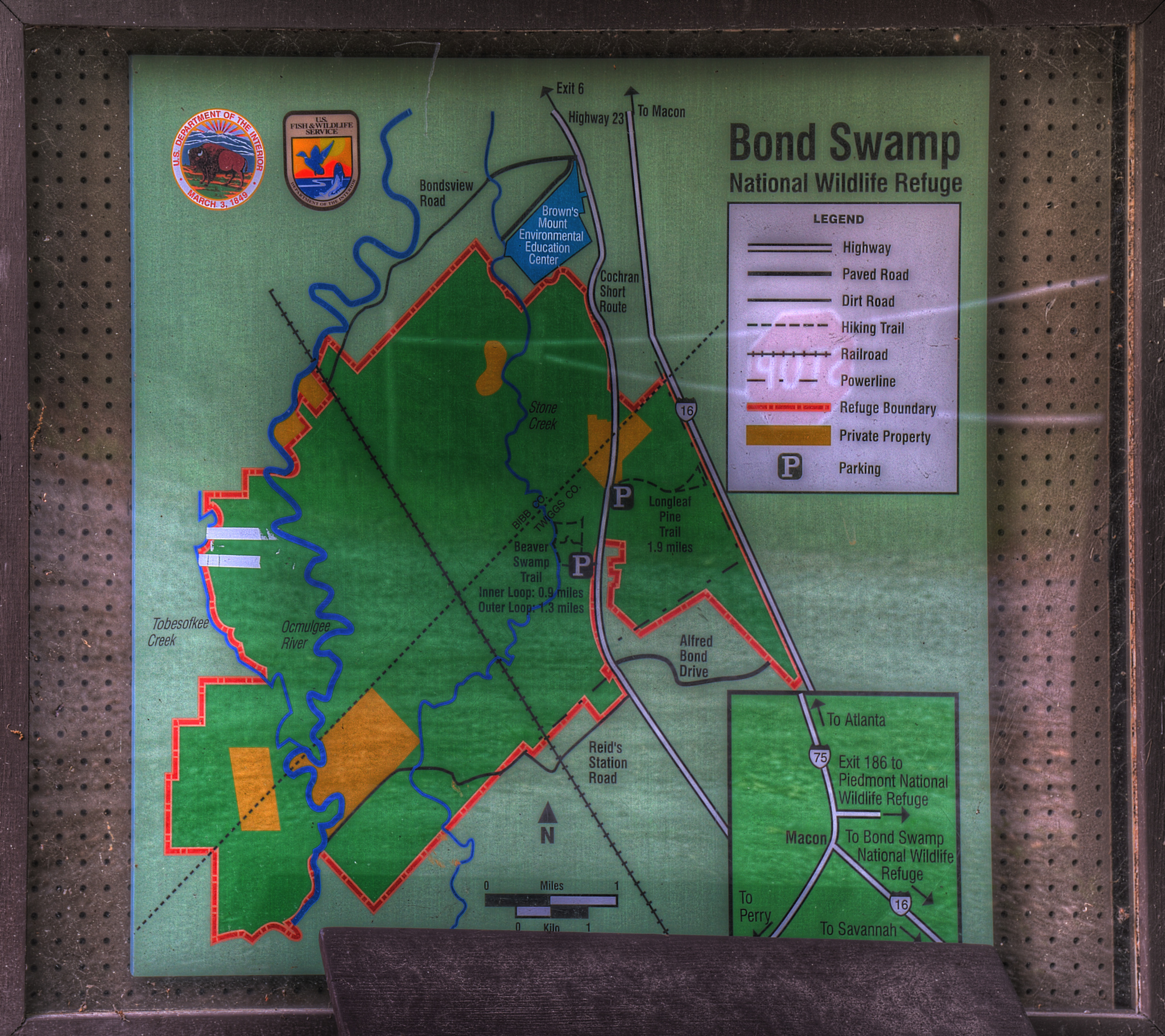
Carte de la région

Bond Swamp National Wildlife Refuge, situé à 9,6 km au sud de Macon, en Géorgie (États-Unis), a été créé en 1989 pour protéger, maintenir et améliorer l'écosystème de zones humides boisées de la plaine inondable de la rivière Ocmulgee. Il a ouvert au public en 2000 et couvre 26 km² situés le long de la ligne de chute séparant le Piémont et les plaines côtières.  

## Faune et flore
Le refuge présente une diversité de communautés végétales, des bois de pin, des forêts alluviales de feuillus, des forêts de gomme, des ruisseaux, des affluents, des marécages et des bras morts. Le refuge est riche en diversité faunique, notamment le cerf de Virginie, le canard branchu, l'ours noir, les alligators, la dinde sauvage, quelques nids de pygargues à tête blanche et un excellent habitat d'hivernage pour la sauvagine. De vastes feuillus des basses terres offrent un habitat essentiel aux oiseaux chanteurs néotropicaux menacés, comme la paruline de Swainson, la grive des bois, la paruline orangée et le coucou à bec jaune. La combinaison du climat chaud et des zones humides à Bond Swamp offre des conditions idéales pour une variété d'espèces de reptiles et d'amphibiens. 

## Galerie

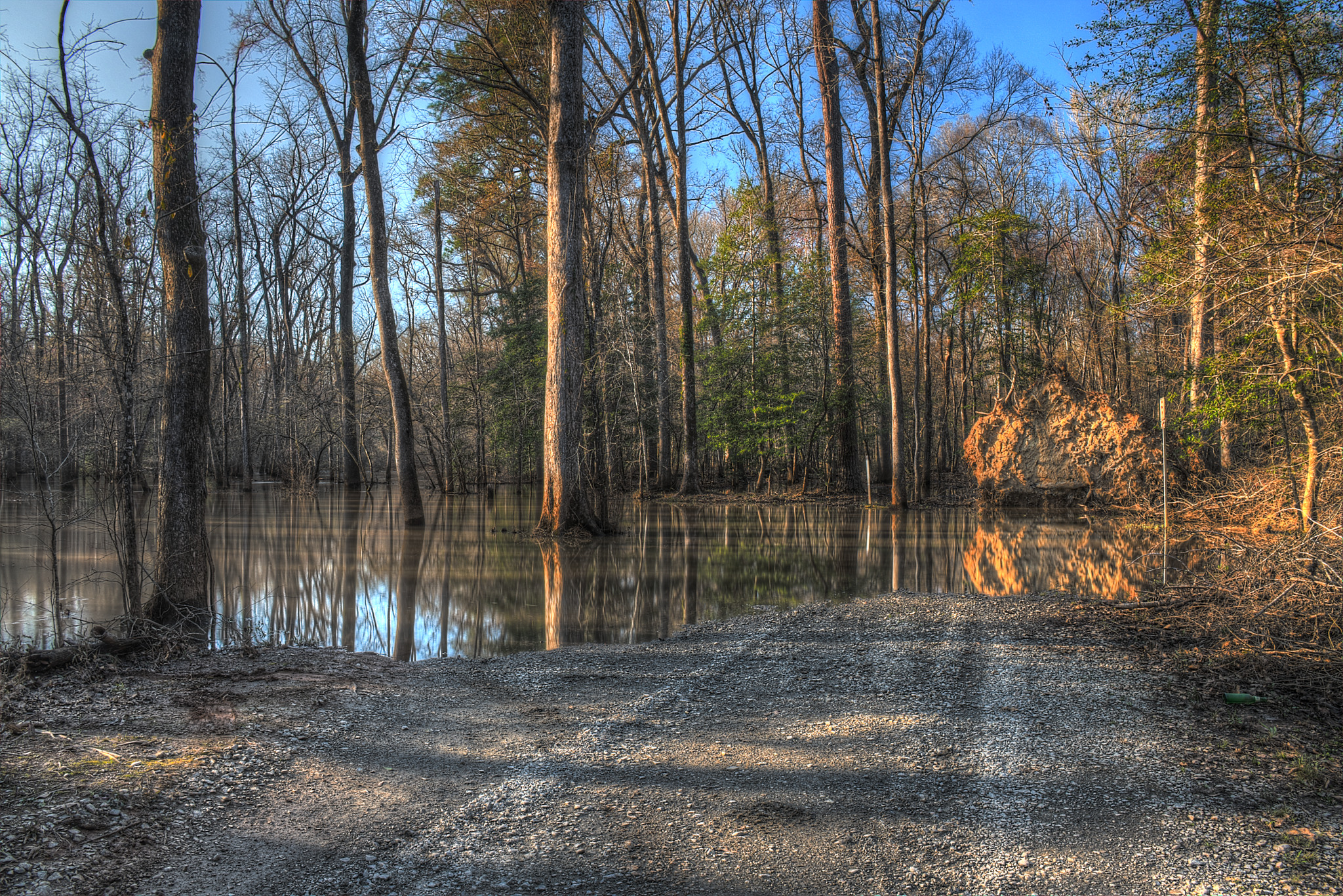
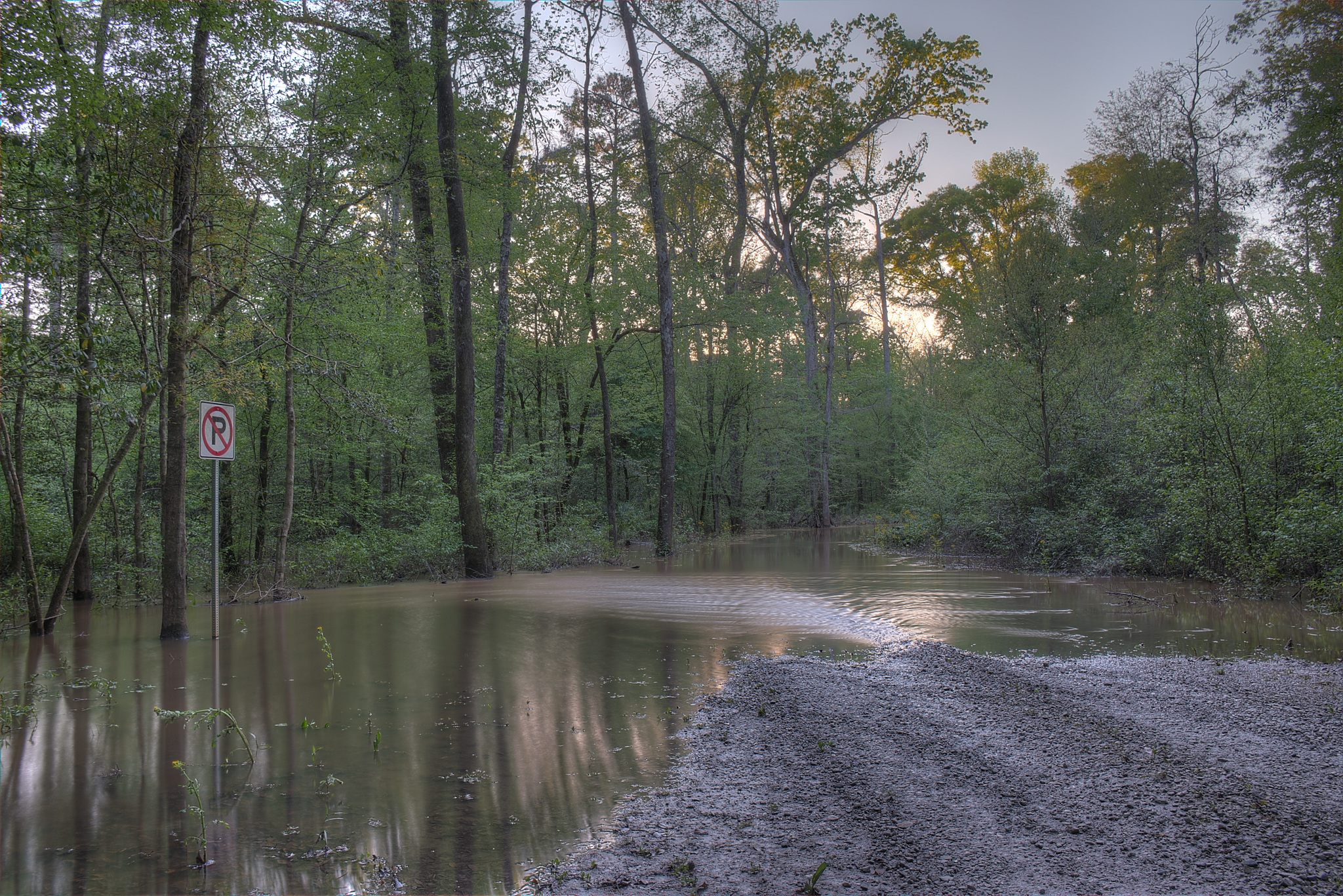
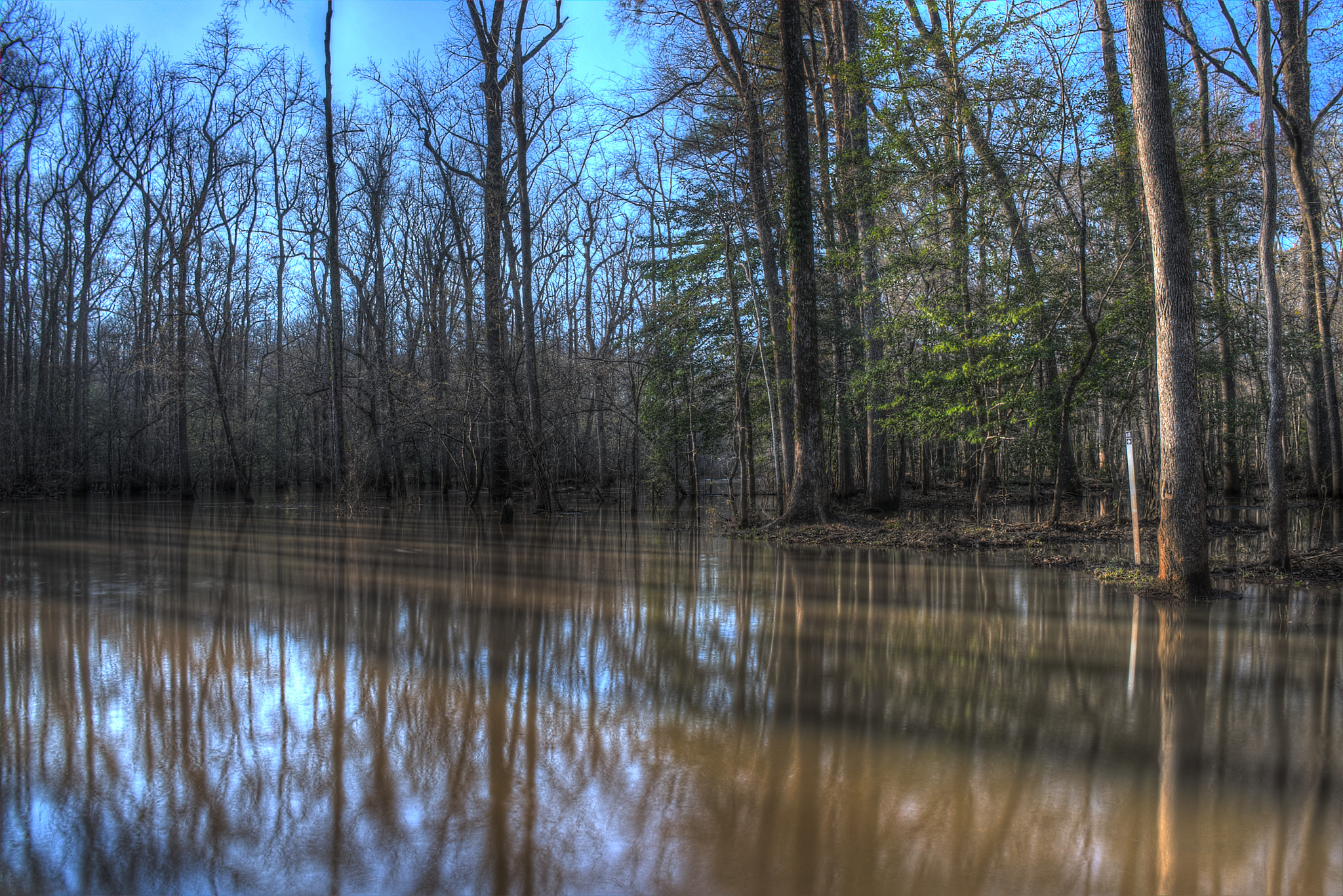
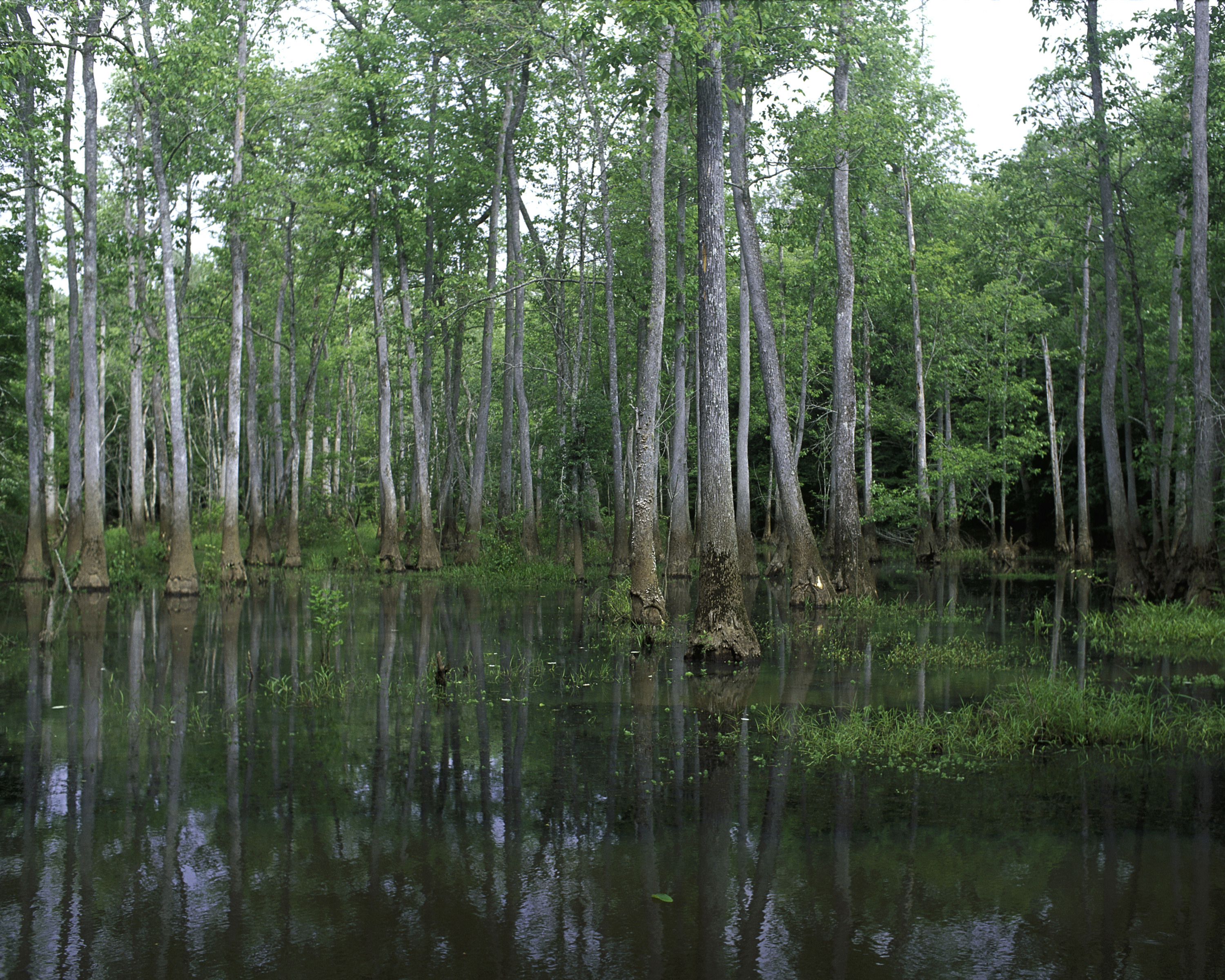
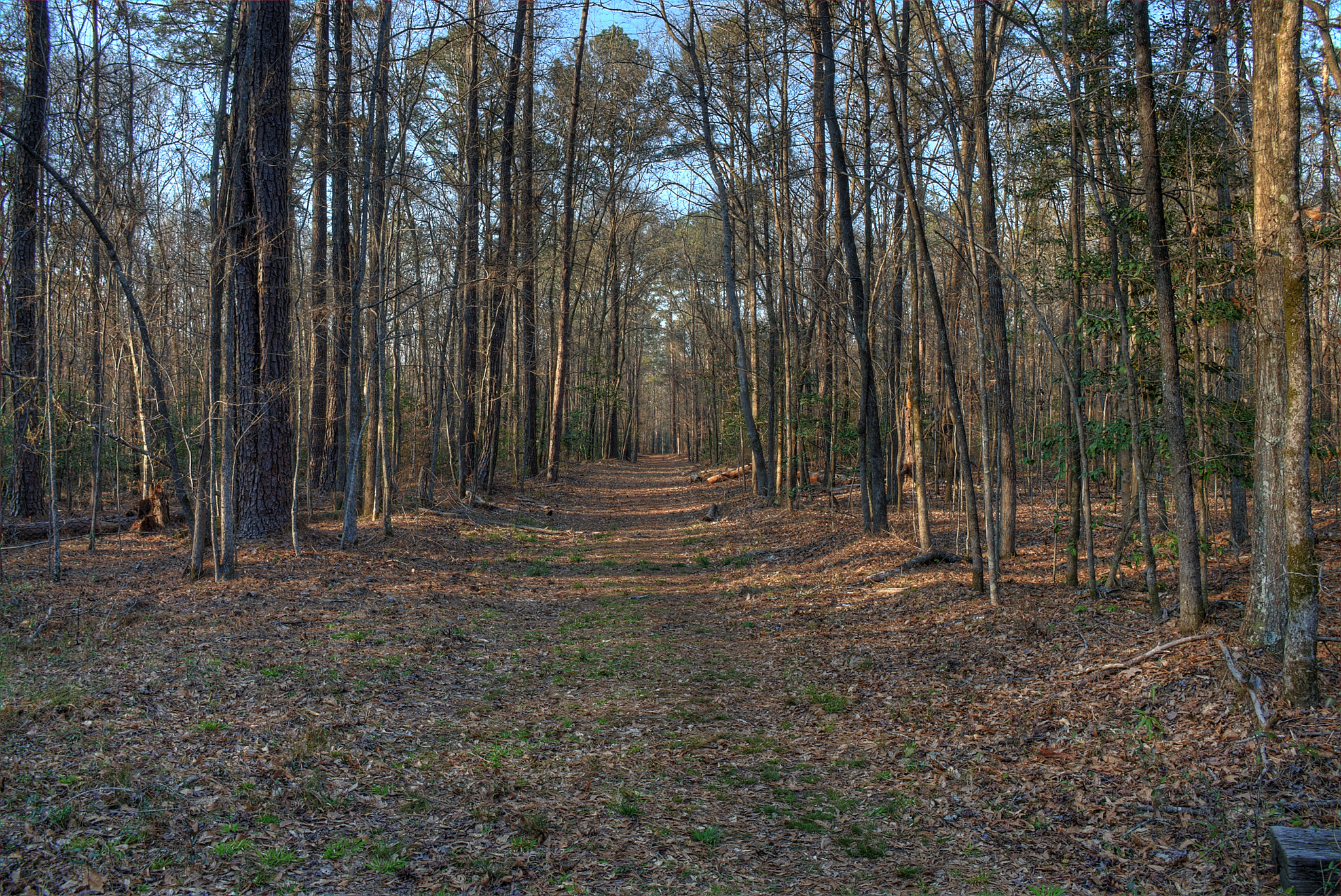